# Le Douhet
Le Douhet är en kommun i departementet Charente-Maritime i regionen Nouvelle-Aquitaine i västra Frankrike. Kommunen ligger  i kantonen Saintes-Nord som ligger i arrondissementet Saintes. År 2022 hade Le Douhet 705 invånare.

## Befolkningsutveckling
Antalet invånare i kommunen Le Douhet
Referens:INSEE